# Круна Кастиље
Круна Кастиље је настала 1230. године последњим уједињењем краљевина Кастиље и Леона. Те године, Фернандо III постаје краљ Кастиље и краљ Леона (у коју су биле укључене старе краљевине Галиције и Астурије).

## Краљевине Леон и Кастиља
Краљевина Леон је настала из Краљевине Астурије. Краљевина Кастиља је првобитно била грофовија у оквиру Краљевине Леон, и током друге половине 10. и прве половине 11. века наизменично била под влашћу или Леона или Наваре, а касније ће попримити звање краљевине.
И пре 1230. године, Краљевине Леон и Кастиља су се два пута уједињавале:
- Године 1037. Фернандо I уједињује по први пут ове две краљевине. Након његове смрти, 1065. године, краљевине се деле на синове и самим тим раздвајају.
- Године 1072. Алфонсо VI их поново уједињује. То уједињење ће трајати више од 80 година, до смрти Алфонса VII.

Фернандо III је наследио Краљевину Кастиљу од своје мајке, Беренгеле, а Краљевину Леон од свог оца, Алфонсо IX. Такође је своје територије проширио на долину Гвадалкивира и Краљевину Мурсију искористивши слабљење алмохадског краљевства на југу Иберијског полуострва.
Владари Круне Кастиље имали су следеће титуле: 
Краљ Кастиље, Леона, Толеда, Галиције, Мурсије, Хаена, Кордобе и Севиље, и кнез Бискаје и Молине. Престолонаследник Круне Кастиље носио је титулу Принца од Астурије.
| Списак хришћанских краљевина на Пиринејском полуострву од Реконкисте до данас |                    |                    |                |                   |                  |                  |                     |                     |                   |
| Португалија                                                                   | Шпанија            | Шпанија            | Шпанија        | Шпанија           | Шпанија          | Шпанија          | Шпанија             | Шпанија             | Шпанија           |
| Португалија                                                                   | Круна Кастиље      | Круна Кастиље      | Круна Кастиље  | Круна Кастиље     | Краљевина Навара | Круна Арагона    | Круна Арагона       | Круна Арагона       | Круна Арагона     |
| Португалија                                                                   | Краљевина Галиција | Краљевина Астурија | Краљевина Леон | Краљевина Кастиља | Краљевина Навара | Краљевина Арагон | Грофовија Барселона | Краљевина Валенсија | Краљевина Мајорка |